# Mohammed Hazzaz
Mohammed Hazzaz (1945-2018) foi um ex-futebolista profissional marroquino, que atuava como goleiro.

## Carreira
Mohammed Hazzaz fez parte do elenco da histórica Seleção Marroquina de Futebol da Copa do Mundo de 1970. 
Morreu em 13 de janeiro de 2018.